# طبيلة وليدية
الطبيلة الوليدية هي فن غنائي شعبي في ليبيا، تشتهر بها قبائل ورفلة، وتُسمى وليدية نسبةً لمدينة بني وليد، وقد عُرفت الطبيلة واستُعملت كفن ساهر في أعراس البدو، الذين كانوا يقطنون الوديان والشعاب المحيطة بالمدينة.

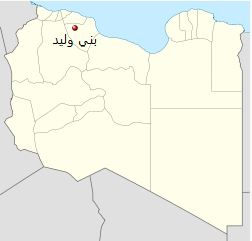
موقع مدينة بني وليد

## أصل التسمية
تسمى طبيلة نظرًا للطق على أواني الخشبية (قصعة العود القديمة) التي تتميز بنغمة خاصة (مكتومة قليلًا) ارتبطت بنمط الإيقاع، ولهذا يقال أيضًا أن فلانًا «طق العود» أي قام بأداء الطبيلة. وتسمى أيضًا ببيت الطق، أو الصفرة والعودة.
وتتميز الطبيلة الوليدية عن غيرها من فنون الطبيلة المنتشرة في شرقي وجنوبي البلاد بأشعارها التصويرية، وإيقاعاتها المُميزة، وقوالبها اللحنية، وتُعدُّ الطبيلة إحدى أرقى الفنون الشعبية الليبية، بما فيها من قالب غنائي متكامل، وفن راقص مُمثلا في النخيخ، ومشهد مسرحي في موضع ومكان كل عنصر من عناصرها تالية الذكر. وتعرف الطبيلة ذات التركيبة المُشابهة للطبيلة الوليدية بطبيلة الوسط، لأنها تنتشر عند شعراء ورفلة والقذاذفة والمقارحة والعزمة والمشاشية، ولكنها تختلف داخليًا بين القبائل، فنقول هذه وليدية بتميزها بلحنها وإيقاعها الأحادي ومقامها (مقام الكرد)، وتلك مقرحية أو عزومية بألحانها المختلفة، وكذلك القذافية أو كما تعرف بـ الجنجانية.

## تكوين الطبيلة الوليدية
تتكون الطبيلة الوليدية من ثلاث عناصر رئيسية: الشاعر، والذي يتميز بصوت جهوري وجميل وقدرة على التحكم باللحن، والخمّاسة أو الردادة، والنخاخات، والوعاء الخشبي الذي يتم الدق عليه.
ومن الناحية الشعرية يتطلب أداءالطبيلة أربع أشخاص يحبذ أن يكونوا من نفس الطبقة الصوتية وهم: ثلاث خمّاسة (أو ردادة) بالإضافة للشاعر.

### التركيبة الشعرية
تُستهل الطبيلة بالملالاة، وهو موال جماعي يتم فيه تكرار آه ليل وياليل ياليلي آه على إيقاع الطبيلة الوليدية المميز (دم اس اس)، ويمكن أن يسبق الشاعر الرئيسي بالملالاة ويتبعه الخمّاسة. والملالاة هي العلامة الدالة أن نوع الطبيلة المقدم هو الطبيلة الوليدية.
بعد الملالاة يتم الانتقال إلى الهذوالي وهو مجموعة أبيات تلاثية قصيرة تسمى بالقدعات، وتكون في العادة غزلًا في من تقوم بالنخيخ (فن الرقص بشَعر المرأة)، وذلك لتشجيعها على أن «تنخ» بحماسة ودلال، كأن يقول الشاعر:
قضّي الشَّعر، والعبي بالمخبّل، على من يطبّل (اسدلي شعرك وتمايلي به احتفاءً بمن يدق العود على الطبل)
أو
قضّي الشَّعر، والعبي بالخلافي، على منو لافي (اسدلي شعرك وجلّي به يمنةً ويسرة احتفاءً بمن أتى)
أو
قضّي الشَّعر، والعبي بقضيبه، من غير غيبة (اسدلي شعرك ونخّي به ودعي الخجل جانبًا)
ثم تأتي مرحلة السرحة أو الزرع، وهي المكوّن الشعري الرئيسي للطبيلة وعدد من أنواع الفنون الشعبية الأخرى. تسمى بالسرحة تشبيهًا لسرحان وهيام الشاعر مع قافية ما ويقال أن الشاعر «بدي يزرع» حين يسترسل في شعره. ويتكون البيت الشعري للسرحة من شطرين (ويسمى تنائي) أو ثلاثة أشطر (ثلوثي). ويكون عدد أبيات السرحة في العادة أربع أبيات تشترك في القافية تحكي قصة ما، أو تصف المعشوق وصفًا شعريًا صوريًا يتغزل بشكله أو بخطواته أو بأهله ونسبه أو بالمكان للمكان المقيم به أو الأطلال التي مر عليها (وتسمى الأطلال شعبيًا بالاوهام). وقد يكون هناك رمزيات ذات دلالات لا يفهمها إلّا من هو ملم بحيثيات ورمزيات وخصوصيات المنطقة والمكوّن الشعبي الخاص بها.
خلال إلقاء الشاعر لأبياته في مرحلة السرحة يكون الحضور في حالة هدوء وإنصات كامل خلال إلقاء السرحة لتذوق الوصف الشعري، وبعد إتمام السرحة يتم الرجوع لرأس البيت المسمى بالملزومة، ويكون في العادة بيت حيوي حماسي مشوّق تكثر معه زغاريت النساء وحمية وتحميس الرجال (يعتمد على جودة إلقاء الشاعر والظروف المحيطة). ويحدث أحيانًا أن يتم شبك سرحتين أو أكثر دون الرجوع للملزومة. ويكون نظم سرحة الطبيلة أوسع وأطول في الزمن الموسيقي من سارحة الخفيفة أو الموقف، وأقل من تلك المسماة بالهلالية.

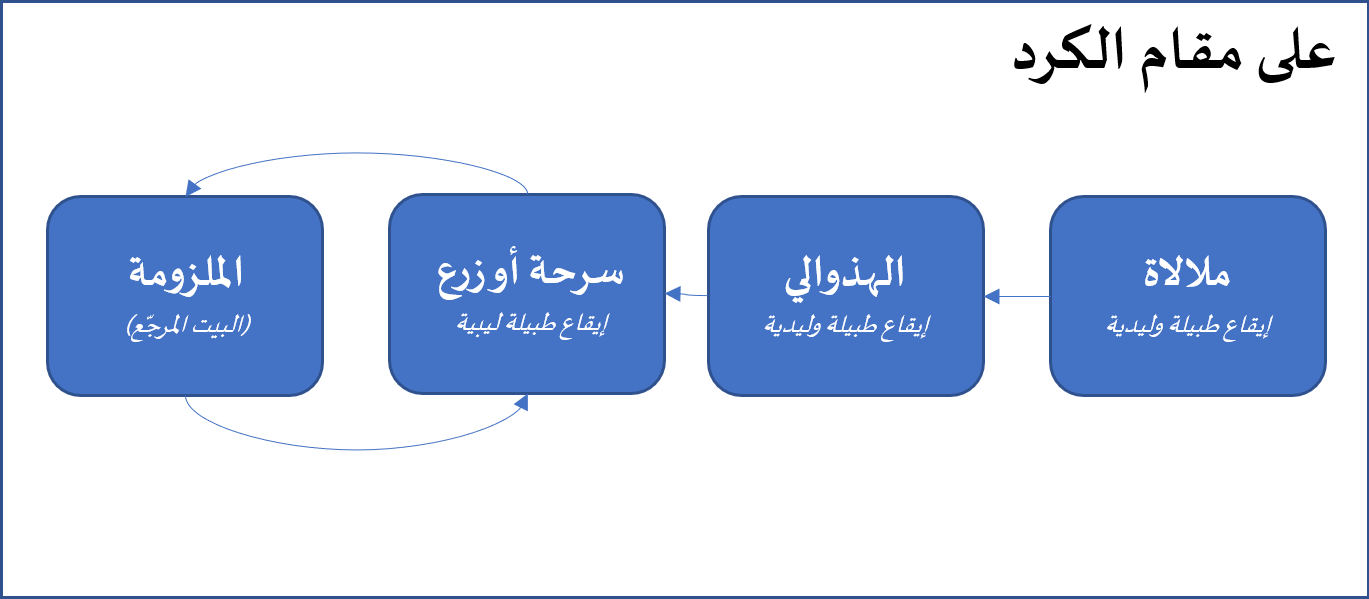
القالب الشعري والموسيقي للطبيلة الوليدية

### التركيب الإيقاعي
يختلف الإيقاع الوليدي للطبيلة عن باقي أنواع الإيقاعات المُستعملة في الطبيلة من حيث النمط والسرعة، حيث أنه أبطأ قليلا أثناء الملالاة والهذوالي، وذو ضغطة أو ضربة ثقيلة واحدة (تك اس اس)، ويلاحظ وجود زمّة إيقاعية في صورة عبارة تأكيدية تحميسية «آه» يؤديها أحد الخمّاسة تتكرر بعد ثماني دوائر إيقاعية، تم تكتمل الجملة بعد أربع دوائر إيقاعية إضافية، فتكون الجملة من اثنى عشر دائرة إيقاعية في إيقاع الطبيلة الوليدية. وعند بداية السَّرحة يسرّع الإيقاع قليلًا ويتغير نمطه (متحولًا بذلك إلى إيقاع الطبيلة المعروف (تك تك تك اس)، وتختص الطبيلة الوليدية بنغمة مُميزة صعبة التركيب والأداء، ولا يُتقتها إلأ من مارسها كثيراً، وتعرف هده النغمة بالغبيني، ويكون لحن الغناء على مقام الكرد، المقام رقيق الطابع والذي يتميز قدرته على التعبير عن الأحاسيس الداخلية والخالي من أرباع الأبعاد.

### النخيخ
تتميز الطبيلة بنوع فن مخصص لها المسمى بالنخيخ (أو الرقص بالشَّعر لمجموعة من النساء)، وتكون حركات النخ أو (رمي الشعر) متطابقة مع إيقاع ونمط الطبيلة حسب مرحلتها، وتجلس مجموعة من الفتيات، اللاتي يكن في العادة من عائلة العريس، على الأرض بمقابل الشعراء ويغطى وجههن بالكامل بمنديل، ويملن رؤوسهن نحو الأسفل وينسدل شعرهن نحو الأرض.

#### مراحل النخ
ويبدأ النخ بأولى حركاته وهي حركة الجل؛ حيث تحرك الفتاة فيه رأسها يمينًا ويسارًا ويتحرّك معه الشعر المنسدل أيضًا بشكل متناغم مع إيقاع الطبيلة الأحادي (أي خلال مرحلة الملالاة والزرع أو الهذوالي)، ثم بتسارع وتغير إيقاع الطبيلة والانتقال إلى السرحات، تنتقل النخاخات إلى النخ بالقلب، أي رمي الشعر إلى الخلف ثم إلى الأمام في حركة دائرية، تم تستمر في حركة شعرها المائل إلى الأمام يمينًا ويسارًا وتقلب مرة أخرى، ويكون القلب مرة على اليمين ومرة إلى اليسار، متطابقًا في هذا مع إيقاع الطبيلة.

#### النخ وارتباطه بالشاعر
يكون النخيخ هو ضابط الإيقاع البصري للشاعر، ويتم تتالي حركات الجل والقلب بالتزامن مع الإيقاع، وتقوم بعملية ضبط التزامن بين النخاخات إحدى عجائز العائلة التي تخرج مع النخاخات وتكون ورائهن، وتقوم بالإضافة لضبط النخ بضبط ملابسهن وأرديتهن والحرص على أن لا يقع المنديل الذي يغطي الوجه كي لا ينكشف وجههن سترة لهن. وعندما تخطئ النخاخة يرتبك اللحن ويفسد إيقاع الطبيلة إلى حين أن تقوم العجوز بتوجيه الملاحظة وتصحيحه.
ويكون عدد النخاخات غير محدد قد تبدأ بواحدة وقد يصل العدد حتى خمسة أو ستة حسب جودة الشعر وصوت الشاعر وحماسة المشهد، ويتحكم في عدد النخاخات نساء العائلة اللاتي يكن في خيمة أمام الشعراء يحجبهن عن الرجال ستار يسمى بالمطقوق. ويتم مجاملة الشاعر متواضع الإمكانيات بنخاخة واحدة أو اثنتان، ويصل عدد النخاخات إلى ثمانية في حال وجود شاعر متمكن.

### مشهد الطبيلة
يتوسط المشهد الشاعر، وحواليه الردادة، ويكون الحضور الرجال من خلفهم، وأمامهم النخاخات، وخلف النخاخات العجوز المشرفة، ويكون ووراءها الستار الفاصل المسمى بالمطقوق وراءه البيت أو الخيمة التي تحوي الحضور من النساء، وتقوم النساء في العادة بالتلصص من وراء الستار الفاصل عند اتصاله بزاوية البيت (الذي يسمى شارب البيت).
يقوم الشاعر والردادة بتغطية رؤوسهم بنقابهم (ويسمى جَرِد) التزامًا بالقيافة وأداب الجلسة، ويقال أنه لابد أن يكون «النقاب ضافي»، ويستهل الشاعر والردادة بطق العود بطريقة استعراضية مميزة ولافتة للنظر لما فيها من اعتداد وزهو وكتمان لتعابير الوجه لإضافة الهيبة على مجلسهم، مع الحفاظ على الحد الأدنى من العفة والخجل بحكم جلوسهم مقابل مدخل خيمة النساء.
ويحكى في هذا أنه عندما كان إحدى الشعراء يطق العود على ألحان الطبيلة والجميع في إنصات، لمح بطرف عينه ملامح معشوقته وهي تختلس إليه النظر في إعجاب لما يقول، فقال:
جبين مناي منين يتوق، مع المطقوق، قمر زرقت واتاها روق (منين يتوق: حين ينظر، مع المطقوق: عند الستار الفاصل في مدخل النساء، قمر زرقت واتاها روق: كالقمر الطالع في ليلة رائقة ذات سماء صافية)
والطبيلة في ذلك هي عبارة عن استعراض مسرحي للرجال والنساء المشاركين فيها على حد سواء، فللشعراء الحرية في إخراج مواهبهم بأداءهم وجمالية صوتهم وعمق معانيهم وتوصيفاتهم، والنساء بحسن مظهرهن وتزامن إيقاعهن وحماستهن وانسياب شعرهن، حيث يقترب فن النخيخ من كونه فنًا راقصًا.

### الموقف
بعد إتمام مراحل الطبيلة وقبل الانتقال إلى طبيلة أخرى أكثر نشاطًا وحماسةً، يتم إراحة النخاخات والخماسة وتجديد النشاط وكسر الرتابة بنشاط فنّي آخر يسمى بالموقف (نطق القاف نفس النطق المصري لحرف الجيم). في الموقف يكون الشاعر الرئيسي هو محور الحدث ويكون المشهد أن يقف الشاعر بجانب العمود الرئيسي للخيمة (ويسمى بالجابر)، بأن يتكئ بيدٍ على الجابر ويضع الأخرى على وسطه في وقفه استعراضية تعكس اعتداد الشاعر بنفسه، ويستهل الموقف بملالاة الموقف، وهي شبيه بملالاة الطبيلة وذات نفس الألفاظ ولكن على إيقاع مفتوح ولحن مختلف من نفس المقام الموسيقي. وبعد إتمام المرحلة يقوم الشاعر بسرد شعره بشكل ارتجالي. ويغلب على الشعر المواضيع التي لها علاقة بالفخر والإعتزاز بالهوية وبالشجاعة، وقد يكون عاطفيًا أيضًا.
يسمى الموقف بذلك وصفًا لوضعية الشاعر الاستعراضية في سرده، ويسمى أيضًا بسبب التوقف المؤقت للطبيلة قبل الشروع فيها مرة أخرى.